# Joachim Puttkammer
Joachim Puttkammer (*  24. Januar 1942 in Eventin, Hinterpommern) ist ein deutscher Pastor, Theologe und Schriftsteller. Er ist auch musikalisch aktiv.

## Biografie
Puttkammer ist der Sohn eines Pastors in Eventin, der 1942 zur Wehrmacht eingezogen wurde und seit 1945 vermisst und wahrscheinlich bei Warschau gefallen ist. Seine Mutter Edith Puttkammer war Religions- und Handarbeitslehrerin. Die elfköpfige Familie floh 1945 nach Mecklenburg, mit Stationen in Raduhn (bei Parchim) und Banzkow (bei Schwerin), nach Kirch-Stück (Klein Trebbow bei Schwerin). Hier arbeitete sein Großvater Otto Mertens (1885–1966) als Lehrer und die Familie wohnte im später denkmalgeschützten Wohn- und Schulhaus. Er besuchte die örtliche Schule und hatte zudem sechs Jahre Geigenunterricht bei Maria von Maltzahn, Erste Geigerin am Staatstheater Schwerin. Die Familie lebte inzwischen in Schwerin-Lankow. Als Jugendlicher sprach er sich aus religiösen Gründen gegen die in der DDR eingeführte Jugendweihe aus und wurde deshalb nicht zur Erweiterten Oberschule (EOS) zugelassen. Rudolf Gahlbeck (1895–1972), Maler, Grafiker und Kunstpädagoge an der Goethe-Oberschule Schwerin förderte und prägte ihn.
Von 1958 bis 1960 besuchte Puttkammer das kirchliche Proseminar in Rostock. Von 1960 bis 1965 studierte er evangelische Theologie in Leipzig. In dieser Zeit schrieb und veröffentlichte er verschiedene, auch philosophische, Arbeiten und Theaterstücke. 1965 zog er mit Familie nach Crivitz und war im Vikariat für einige Dörfer zuständig. Er absolvierte das Predigerseminar in Schwerin bei Horst Gienke (1930–2021), später Bischof der Evangelischen Landeskirche Greifswald. 1967 war er an der spätgotischen Kirche in Ballwitz (bei Neubrandenburg) tätig. Er bestand sein 2. Theologisches Examen mit dem Thema: „Der religiöse Gehalt des späten Impressionismus unter besonderer Berücksichtigung von Paul Gauguin“. 1974 wurde er nach Prillwitz bei Neustrelitz versetzt. Hier sanierte er eigenhändig die zu seinem Pfarrbereich gehörende Dorfkirche in Blumenholz. Von 1976 bis 1990 war er nebenamtlich als Theaterkritiker für die CDU-Zeitung Der Demokrat tätig. Ab 1977 schrieb er auch Buchkritiken für die Zeitschrift Die Christenlehre. Als Urlaubspfarrer war er zudem an verschiedenen Ostseeorten tätig.
1979 wurde er durch Vermittlung von Pfarrer Reinhard Glöckner (* 1933) an den Dom St. Nikolai in Greifswald berufen. Bemerkenswert und bekannt weit über die Grenzen von Greifswald wurden seine ab 1986 gehaltenen Mittagspredigten mit ausgesprochen DDR-kritischen Beiträgen. Die Sanierung des baufälligen Domes wurde zu einer wichtigen Aufgabe, um zu erreichen, dass die Domgemeinde wieder Zuspruch erfahren konnte. Es gelang ihm, die erheblichen finanziellen Aufwendungen zu beschaffen, von der Pommerschen Evangelischen Kirche, von der Krupp-Stiftung in Essen, der Schwedischen Kirche und auch von der Regierung der DDR. Die Neueinweihung des Doms fand am 11. Juni 1989 statt, u. a. unter Beteiligung des Vorsitzenden des Staatsrats der DDR Erich Honecker, Altbundespräsident Karl Carstens, Ministerpräsident des Bundeslandes Schleswig-Holstein Björn Engholm, Generalbevollmächtigter der Krupp-Stiftung Berthold Beitz, westdeutscher Kirchenvertreter und Bischof Horst Gienke. Die Feier wurde vom Fernsehen ausgestrahlt. Puttkammer hielt ein bemerkenswertes Kirchengebet beim Festgottesdienst, das außerordentlich kritisch war u. a. zum Tage zuvor stattgefundenen Tian’anmen-Massakers in China gegenüber protestierende Menschen auf dem Platz am Tor des himmlischen Friedens in Peking. Friedensgebete fanden zugleich auch vor dem Dom statt. Der Umstand, dass Honecker eingeladen war (immerhin hatte die DDR-Regierung auch die Sanierung des Doms unterstützt), löste nach der Wende in der DDR Kritik gegen Gienke aus, der nach einem Misstrauensvotum der Landessynode zurücktrat.
Ab 1991 versuchte Puttkammer sich ausschließlich journalistisch zu betätigen. Angesichts einer erheblichen Veränderung der Zeitungslandschaft in Mecklenburg-Vorpommern gelang das aber nicht. 1993 wurde ihm die vakante Stelle eines Pastors an der Lukaskirche in Graal-Müritz angeboten, die er bis 2004 wahrnahm. Zugleich war er als Schriftsteller tätig. Er hielt zudem Vorträge u. a. zu Heinz Erhardt, Wilhelm Busch, Joachim Ringelnatz und Erich Kästner, über Graal-Müritz, den Greifswalder Dom, oder zu Musikern, Komponisten und Künstlern sowie zu theologischen Themen und Luther. Weiterhin organisierte er Ausstellungen.
Puttkammer ist seit 1963 verheiratet mit der Fotografin Dorothea Puttkammer, geb. Schneider (* 1943). Beide haben vier Töchter und wohnen seit 1993 in Graal-Müritz.

## Werke (Auswahl)
Puttkammer war seit den 1960er Jahren zugleich auch schriftstellerisch tätig, wobei – wo erforderlich – die Bilder seine Frau Dorothea Puttkammer lieferte. Über 50 Bücher von ihm wurden herausgegeben:
- 1967: Der religiöse Gehalt des späten Impressionismus unter besonderer Berücksichtigung von Paul Gauguin
- 1984: Dorfchronik; Erzählungen, Evangelische Verlagsanstalt
- 1986: Siehe die Welt mit unseren Augen
- 1989: Der Dom; Sonette zur Wiedereinweihung
- 1990: Sehenswürdigkeiten von Greifswald; Hg.: Greifswald: Stadtinformation
- 1990: Von der Wende zur Einheit; Gedichte
- 1993: Die evangelische Kirche Graal-Müritz, Hg.: Kirchgemeinderat
- 1995: Die Sagen vom Heiligen See von Graal-Müritz, Klatschmohn
- 1995: Bitte recht freundlich, Herr Pastor; Kurzerzählungen aus der Mecklenburgischen Kirchengeschichte, Hinstorff
- 1995: Pastors wackere Streiter; Erzählungen, Salzer
- 1996: Das Wort zum Alltag in der Graal-Müritzer Kirche, litnity
- 1996: Graal-Müritz und die Rostocker Heide, mit Heinz Gundlach, Hinstorff Verlag
- 1999: Von der Liebe; Gedichte, Zeichnungen von Marie Kiesow
- 1999: Dorf in Erwartung des Fernsehens, Helms Verlag
- 2002: Krippen aus aller Welt
- 2003: Kirchengemeinde Graal-Müritz; Beiträge zur Geschichte
- 2003: Die bildenden Künstler von Graal-Müritz
- 2005: Das Phänomen Fritz Wunderlich; Essay, Bülten Verlag
- 2005: Die Leiche im Keller; Kriminalgeschichte, Verlag: Scheunen
- 2005: Du bist schön, meine Freundin; erotische Geschichten aus der Bibel, Klatschmohn
- 2006: Von Weihnachtsmännern, dem Tannenbaum und natürlich dem Christkind
- 2007: Botschaften auf Grabsteinen. Helms Verlag
- 2008: Alle Lust will Ewigkeit. Erotische Geschichten der Antike, litnity
- 2008: Der Tenor Heinz Hoppe. Biografie, Bülten-Verlag
- 2008: Von Katzen, Hunden und anderen Menschen
- 2009: Unterwegs sein ist alles. Der Künstler Rudolf Gahlbeck; Biografie, litnity
- 2010: Der Ludwigsluster Maler Herbert Bartholomäus; Biografie, BS-Verlag-Rostock
- 2011: Du hast Glück bei den Frau’n, Bel Ami, Biografie Lizzi Waldmüller (1904–1945), litnity
- 2011: Mecklenburg-Vorpommern. 100 berühmte Köpfe, litnity
- 2013: Opa – unser bestes Stück, Erinnerungen an meinen Großvater
- 2017: Martin Luther – Leben und Wirken in Kolumnen, litnity
- 2018: Alles hat seine Zeit, Heiter bis wolkig. Kirchengeschichte zu Mecklenburg-Vorpommern
- 2019: Hoch oben schwebt Josef den Engeln was vor, litnity
- 2020: Graal-Müritz im Wandel. Sutton Verlag
- 2023: Das Nikolausspiel, vertont von Michael Schlenker